# Placentia (Kalifornia)
Placentia város az USA Kalifornia államában, Orange megyében. Lakosainak száma 51 824 fő (2020. április 1.).

## Népesség
A település népességének változása:

| 2010 | 50 533 |
| 2020 | 51 824 |